# Wolfgang Vogl
Wolfgang Vogl (* 22. Juni 1966 in Straubing) ist ein deutscher römisch-katholischer Theologe.

## Leben
Nach dem Abitur am Anton-Bruckner-Gymnasium Straubing 1986 studierte er von 1986 bis 1988 Theologie an der Katholisch-Theologischen Fakultät der Universität Regensburg (Vordiplom). Von 1988 bis 1994 war er Seminarist des Pontificium Collegium Germanicum et Hungaricum in Rom. Hier studierte er von 1988 bis 1991 als Stipendiat der Studienstiftung des deutschen Volkes an der Fakultät für Theologie der Päpstlichen Universität Gregoriana (Bakkalaureus). Von 1991 bis 1992 absolvierte er den Pastoralkurs im Bistum Regensburg. Nach der Priesterweihe am 10. Oktober 1992 in Sant’Ignazio di Loyola in Campo Marzio studierte er von 1992 bis 1994 Kirchengeschichte an der Fakultät für Kirchengeschichte der Gregoriana (Lizenziat). Von 1994 bis 1997 war er Kaplan an St. Anton (Regensburg). Von 1997 bis 2000 absolvierte er ein Aufbaustudium in Spiritueller Theologie an der Gregoriana (Promotion). Von 2000 bis 2005 war er Direktor der Diözesanstelle „Berufe der Kirche“ und des Päpstlichen Werks für geistliche Berufe sowie Bischöflicher Beauftragter für die Spätberufenen in der Diözese Regensburg und im Nebenamt Pfarrvikar an St. Anton in Regensburg. Von 2003 bis 2005 war er außerdem Domvikar in Regensburg. Von 2004 bis 2005 leitete er das Exerzitiensekretariat des Bistums Regensburg. Von 2005 bis 2013 war er als Pfarradministrator in Konnersreuth tätig. Seit 2013 ist er nebenamtlicher Pfarrvikar in der Pfarreiengemeinschaft Pförring-Oberdolling-Lobsing. Er habilitierte sich von 2008 bis 2012 an der Katholisch-Theologischen Fakultät der Universität Regensburg im Fach Mittlere und Neuere Kirchengeschichte. Am Bischöflichen Studium Rudolphinum, der Priesterausbildungsstätte im Bistum Regensburg, wurde er 2006 Dozent für Kunstgeschichte und ab 2009 für Kirchengeschichte. Seit 2011 ist er Inhaber der Stiftungsprofessur Theologie des geistlichen Lebens an der Katholisch-Theologischen Fakultät der Universität Augsburg (von 2011 bis März 2017 als Juniorprofessor), wo er für die Zeit von Oktober 2023 bis Oktober 2025 als Dekan amtiert.

## Katholisch.de-Interview zu Okkultismus
In einem Interview von katholisch.de vom 25. August 2023 vertritt Vogl die ablehnende Lehre der katholischen Kirche zu Esoterik und okkulten Praktiken. Vogl lehnt diese Praktiken nicht nur aus theologischen, sondern auch aus wissenschaftlichen Gründen ab. Für gefährlich hält er die Banalisierung des Okkulten in Medien und neuheidnischen Praktiken und warnt in diesem Zusammenhang unter anderem vor der Lektüre der Harry-Potter-Bücher und dem Aussprechen von Verwünschungen an Halloween. Er befürwortet die auf Jesus zurückgehende Verpflichtung der katholischen Kirche zum „Befreiungsdienst“, um Menschen zu helfen, die unter „dämonischen Belastungen“ leiden. Da nach seiner Einschätzung „die Zahl dämonisch belasteter Menschen eher zunimmt“, fordert er von seiner Kirche, ihre Verantwortung im „Befreiungsdienst“ ernstzunehmen. Auch nach Beendigung seiner seelsorgerischen Tätigkeiten als Pfarrer von Konnersreuth ist Vogl weiterhin wissenschaftlich in der Historischen Kommission des diözesanen Seligsprechungsprozesses für die stigmatisierte Mystikerin Therese Neumann tätig. In seinen Veröffentlichungen stellt er sie als „Schwester im Geiste“ der französischen Heiligen Therese von Lisieux dar.

## Veröffentlichungen
- Aktion und Kontemplation in der Antike. Die geschichtliche Entwicklung der praktischen und theoretischen Lebensauffassung bis Origenes (= Regensburger Studien zur Theologie. Band 63), Frankfurt am Main 2002, ISBN 978-3-631-39210-2.
- Die bayerischen Bischofskonferenzen 1850–1918 (= Beiträge zur Geschichte des Bistums Regensburg. 2 Bände: 46/1 und 46/2), Kallmünz 2012.
- Meisterwerke der christlichen Kunst zu den Schriftlesungen der Sonntage und Hochfeste. Lesejahr A, Regensburg 2016, ISBN 978-3-7917-2829-2.
- Meisterwerke der christlichen Kunst zu den Schriftlesungen der Sonntage und Hochfeste. Lesejahr B, Regensburg 2017, ISBN 978-3-7917-2912-1.
- Meisterwerke der christlichen Kunst zu den Schriftlesungen der Sonntage und Hochfeste. Lesejahr C, Regensburg 2018, ISBN 978-3-7917-2999-2.
- mit Sebastian Walser: Geistliche Frauen des 20. Jahrhunderts. Neu- und Wiederentdeckungen (= Theologie des geistlichen Lebens. Nr. 1). LIT, Berlin / Münster 2020, ISBN 978-3-643-13949-8.